# Valide sultan

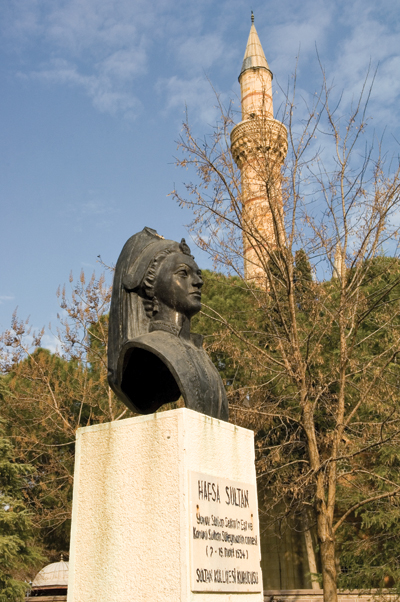
Bust d'Ayşe Hafsa Sultan, la primera valide sultan

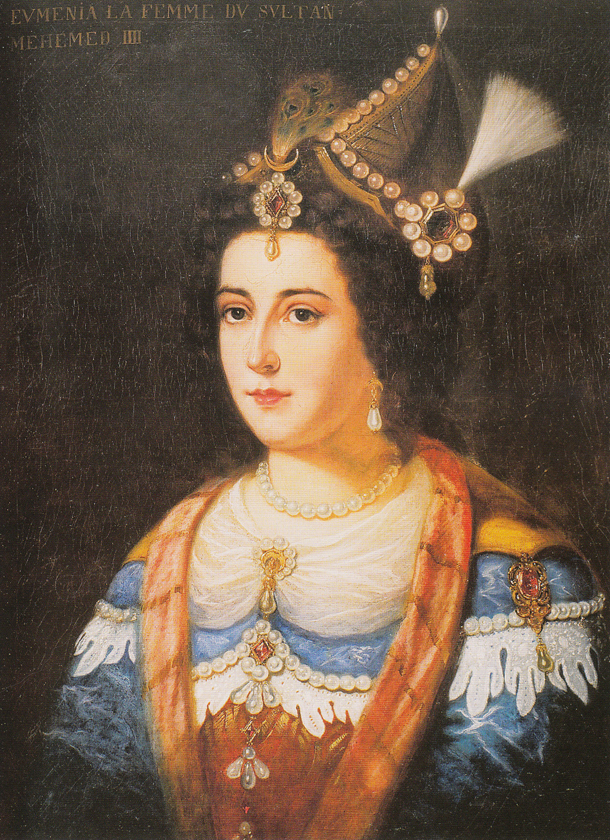
Retrat de Emetullah Rabia Gülnuş, haseki (esposa) de Mehmed IV i Valide Sultan en el reign de dos dels seus fills, Mustafa II i Ahmed III.

Valide sultan (en turc 'la mare del sultà') és el nom que designava la reina mare, emprat bàsicament a l'Imperi Otomà. La valide sultan dirigia una casa considerable que va passar de 200 persones a mitjan segle xvi a 1.000 al final del segle xvii. Hi ha llistes de les valide sultan oficials, però les fonts difereixen l'una de l'altra. La més famosa –tot i que va morir abans que el seu fill Selim II pugés al tron, per tant no sol aparèixer com a valide sultan sinó com a haseki sultan, 'la dona principal del sultà'– fou Hürrem, coneguda també com a Roxelana, que a partir del 1541 va obrir l'etapa de l'anomenada «dominació de les dones» o «sultanat de les dones». Al segle xviii, tot i conservar els lligams amb els fills, la influència del seu càrrec va disminuir.

## Llista de lesvalide sultan
| Valide sultan                 | Dates del seu regnat                | Sultà                      |
| ----------------------------- | ----------------------------------- | -------------------------- |
| Ayşe Hafsa Sultan             | 30 setembre 1520 – 19 març 1534     | Solimà I                   |
| Mihrimah Sultan               | 29 setembre 1566 – 21 desembre 1574 | Selim II                   |
| Nurbanu Sultan                | 15 desembre 1574 – 7 desembre 1583  | Murat III                  |
| Safiye Sultan                 | 5 gener 1595 – 22 desembre 1603     | Mehmet III                 |
| Handan Sultan                 | 22 desembre 1603 – 26 novembre 1605 | Ahmet I                    |
| Halime Sultan                 | 22 novembre 1617 – 26 febrer 1618   | Mustafà I                  |
| Mahfiruz Hatice Sultan        | 26 febrer 1618 – 26 octubre 1620    | Osman II                   |
| Halime Sultan                 | 19 maig 1622 – 10 setembre 1623     | Mustafà I                  |
| Kösem Sultan                  | 10 setembre 1623 – 3 setembre 1651  | Murat IV Ibrahim Mehmet IV |
| Turhan Hatice Sultan          | 3 setembre 1651 – 5 juliol 1683     | Mehmet IV                  |
| Saliha Dilaşub Sultan         | 8 novembre 1687 – 4 desembre 1689   | Solimà II                  |
| Emetullah Rabia Gülnuş Sultan | 6 febrer 1695 – 6 novembre 1715     | Mustafà II                 |
| Saliha Sultan                 | 20 setembre 1730 – 21 setembre 1739 | Mahmut I                   |
| Şehsuvar Sultan               | 13 desembre 1754 – abril 1756       | Osman III                  |
| Mihrişah Sultan               | 7 abril 1789 – 16 octubre 1805      | Selim III                  |
| Ayşe Seniyeperver Sultan      | 29 maig 1807 – 28 juliol 1808       | Mustafà IV                 |
| Nakşidil Sultan               | 28 juliol 1808 – 22 agost 1817      | Mahmut II                  |
| Bezmiâlem Sultan              | 2 juliol 1839 – 2 maig 1853         | Abdülmecit                 |
| Pertevniyal Sultan            | 25 juny 1861 – 30 maig 1876         | Abdülaziz                  |
| Şevkefza Sultan               | 30 maig 1876 – 31 agost 1876        | Murat V                    |
| Rahime Perestu Sultan         | 31 agost 1876 – 11 desembre 1905    | Abdul Hamid II             |